# Гибстаун (Њу Џерзи)
Гибстаун (енгл. Gibbstown) насељено је место без административног статуса у америчкој савезној држави Њу Џерзи.

## Демографија
По попису из 2010. године број становника је 3.739, што је 19 (-0,5%) становника мање него 2000. године.
| Група             | 2000.         | 2010.         |
| Белци             | 3.590 (95,5%) | 3.536 (94,6%) |
| Афроамериканци    | 41 (1,1%)     | 66 (1,8%)     |
| Азијати           | 26 (0,7%)     | 16 (0,4%)     |
| Хиспаноамериканци | 57 (1,5%)     | 75 (2,0%)     |
| Укупно            | 3.758         | 3.739         |